# Орен
Орен (на сръбски: Орјен или Orjen [Орьен]) е презгранична планина в Югозападна Черна гора и частично в най-южната част на Босна и Херцеговина. Тя е най-високата планина в субадриатическата верига на Динарите.

## Релеф
В планината има 5 върха над 1800 м. Със своите 1894 метра нейният връх Зубачки кабао е по-висок от черногорския първенец на Ловчен – Щировник (1749 м), както и от хърватските Свети Юре (1762 м) на Биоково и Вагански връх (1757 м) на Велебит – над Хърватското приморие.
Състои се от няколко успоредни вериги, разположени в направление северозапад – югоизток. Между тези вериги има дълбоки понорни долове, твърде характерни за Херцеговина. Има и няколко по-широки глациални долини с ширина до 2 км.
Релефът на планината е изключително глациокарстен, т.е. субстратно е изградена основно от чист варовик. Заледяването е било силно изразено и е обхващало площ от 150 км². Глетчерите са слизали от всички страни на Орен, включително до Рисан на Которския залив.

## Валежи
Тя е силно пресечена и (поради стръмните си склонове) суха, въпреки че получава средно по 4762 мм/м² валежи ежегодно и по този показател е сред най-влажните зони в Европа.

## Флора и фауна
Северните склонове на планината носят името Бела гора и са покрити с високи буково-елови гори.
Орен е най-отличителният ендемично планински масив на субадриатическата планинска верига на Динарите.